# Singana
Singana (en népalais : सिँगाना) est un comité de développement villageois du Népal situé dans le district de Baglung. Au recensement de 2011, il comptait 3 031 habitants.